# Ptenidium gressneri
Ptenidium gressneri är en skalbaggsart som beskrevs av Wilhelm Ferdinand Erichson 1845. Ptenidium gressneri ingår i släktet Ptenidium, och familjen fjädervingar. Enligt den svenska rödlistan är arten nära hotad i Sverige. Arten förekommer i Götaland, Öland och Svealand. Artens livsmiljö är skogslandskap, jordbrukslandskap, stadsmiljö.

## Bildgalleri

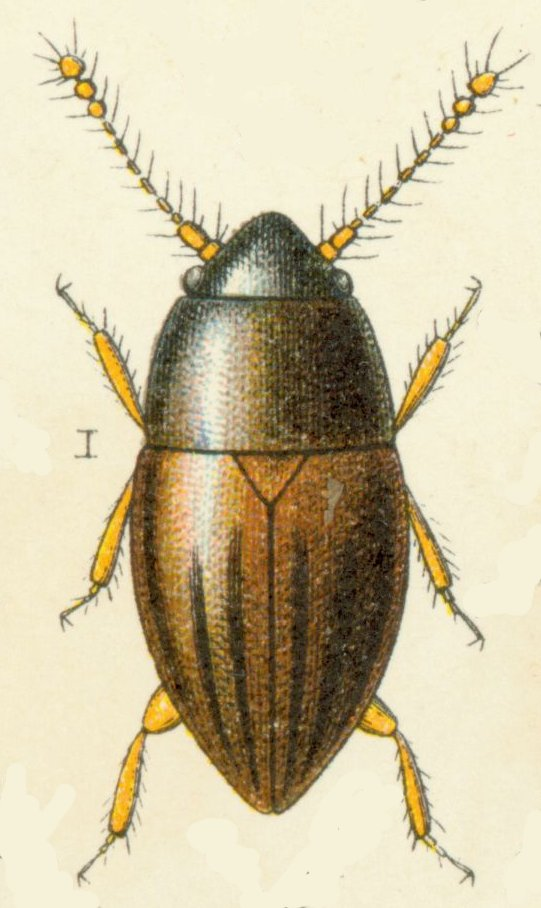